# 합천 해인사 법보전 목조비로자나불좌상 복장전적
합천 해인사 법보전 목조비로자나불좌상 복장전적(陜川 海印寺 法寶殿 木造毘盧遮那佛坐像 腹藏典籍)은 경상남도 합천군, 해인사 법보전에 있는 고려시대의 전적류이다. 2012년 10월 30일 대한민국의 보물 제1778호로 지정되었다.

## 개요
합천 해인사 법보전 목조비로자나불좌상은 통일신라 말~고려 초에 제작된 목조불상으로 1m가 넘는 크기에, 조형성은 물론 조각적인 완성도까지 갖춘 작품이다.
동글동글한 나발, 이상화된 얼굴과 당당한 신체 표현, 신체에 감기듯 팽팽하게 걸쳐 입은 편단우견의 착의형식과 더불어 치켜세운 왼손 검지를 오른손으로 감싸 쥔 지권인의 형태, 긴장감 넘치게 조각된 옷주름 등은 통일신라 말에서 고려 초에 제작된 불상들과 양식적으로 비교될 수 있다.
복장유물로는 다라니, 발원문 그리고 후령통 등 여러 종류의 유물이 발견되었는데 대부분 1167년경과 1490년의 중수 때 납입된 것이다. 특히 1490년에 납입된 후령통은 안립 절차에 입각하여 정확한 형식을 갖추고 있는데, 이는 조선 후기 『조상경(造像經)』이 간행되기 이전에 이미 복장의식이 정립되어 있었음을 보여주는 중요한 자료이다.
특히 사씨(史氏) 일가에 의해 납입된 반야심경의 발원문은 1167년(고려 의종 21)에 불상에 대한 중수가 있었음을 말해주는 자료여서 이 불상의 하한연대 결정에 결정적인 자료이다.
이 밖에 1150년, 1156년, 1166년에 각기 판각한 『대비로자나성불경등일대성교중무상일승제경소설일체다라니』가 발견되었다.
복장물 가운데 3점의 조각보는 조선 초기에 제작된 것으로 우리나라 조각보의 역사가 500년 이상 되었다는 것을 뒷받침해준다. 또한 저고리는 조선 초기의 홑저고리 형태를 보여주고 있으며, 후령통 내부의 오보병은 그 구성이 현재까지 알려진 바가 없는 독특한 방식을 갖추고 있어 직물사와 복장물 연구에 중요한 자료이다.

## 같이 보기
- 해인사
- 합천 해인사 법보전 목조비로자나불좌상 및 복장유물 - 보물 제1777호

## 참고 자료
- 합천 해인사 법보전 목조비로자나불좌상 복장전적 - 국가유산청 국가유산포털